# Hidna
Hidna (también conocida como Hidne o Ciana) fue una nadadora griega de Escíone. Participó activamente en la segunda guerra médica en favor de la Liga Helénica, ayudando a sabotear la flota persa de Jerjes I.

## Biografía
Según las crónicas del geógrafo Pausanias, Hidna era una lugareña de Escíone que había sido entrenada desde la infancia por su padre, el instructor de natación Escilis o Escilias, del que se decía que era el mejor nadador de los alrededores. Con el tiempo, Hidna se volvió también famosa por su capacidad para nadar a enormes distancias y bucear a grandes profundidades, hasta el punto de que Escrión de Samos poetizó que Glauco, dios de los mares, estaba enamorado de ella. Estas habilidades serían de inestimable utilidad para Grecia durante la invasión del Imperio Aqueménida del año 480 a. C., cuando Jerjes continuaba los planes de su padre Darío I de conquistar Grecia. Debido a una tormenta que asediaba la costa, el rey persa había hecho atracar su flota a orillas del monte Pelión para guarecerse, confiando en seguir tan pronto como el clima lo permitiera, y en ese momento fue cuando Hidna y Escilias se presentaron voluntarios para ayudar a la Liga Helénica, por entonces encabezada por Temístocles y Pausanias (no confundir con el geógrafo citado).
Aprovechando la oscuridad de la noche, los nadadores se adentraron en el mar y recorrieron a nado unos en absoluto desdeñables 20 kilómetros hasta aproximarse a la flota persa. Una vez entre los buques, siempre procurando mantenerse entre las sombras, Hidna y Escilias cortaron con cuchillos las amarras y las maromas de las anclas para dejar las embarcaciones a la deriva. Tal y como habían planeado, los buques quedaron a merced de las olas cuando llegó la tormenta y se estrellaron unos con otros por la fuerza del viento, sufriendo tales daños que unos pocos se hundieron. El sabotaje obligó a Jerjes a demorarse con el fin de reparar la flota, lo cual proporcionó a los griegos un nuevo respiro para preparar sus fuerzas en Artemisio. Aunque su primer choque en la zona fue infructuoso, la flota griega comandada por Temístocles y el espartano Euribíades venció decisivamente a Jerjes en la consecuente Batalla de Salamina, preparando el camino para la derrota final de los persas en Platea a manos de Pausanias.
Heródoto recoge también una crónica distinta sobre Escilias, según la cual éste trabajaba para los persas como buceador y había recuperado para ellos gran parte de los tesoros de la tormenta del Pelión, ganando grandes recompensas, antes de fugarse hacia el bando griego. Escilias habría nadado sumergido durante 16 kilómetros desde Áfetas, posiblemente ayudándose de un primitivo esnórquel de caña (aunque Heródoto opinaba que en realidad podría haber navegado en una barca robada), hasta alcanzar el dominio de los helenos en Artemisio, donde pasó informes a Temístocles sobre los barcos de Jerjes. Esta historia insinúa que Escilias era un agente doble de los griegos en la flota persa, la cual habría saboteado secretamente con Hidna y con la que se habría beneficiado profesionalmente antes de huir.
En cualquier caso, la gesta de Hidna y Escilis recorrió toda Grecia, hasta el punto de que la anfictionía les erigió sendas estatuas en Delfos, el lugar más sagrado de la Hélade. Al parecer, sus efigies estaban emplazadas junto a la de Gorgias el sofista. Se cree que el emperador Nerón mandó que llevasen las estatuas a Roma en el siglo I.

## En la ficción
La película de 2014 300: Rise of an Empire representa a Escilias (interpretado por Callan Mulvey) como un soldado y espía de Temístocles, aunque la propia Hidna no aparece, siendo sustituida por un hijo varón llamado Calisto (Jack O'Connell).